# Falster
Falster je ostrov v Baltském moři o rozloze 514 km² v jihovýchodní části Dánska. Ostrov administrativně spadá do regionu Sjælland, konkrétně do okresu Guldborgsund.
Největším městem na ostrově je Nykøbing Falster, kde žije 40 % obyvatel ostrova. Dalšími městy jsou například Stubbekøbing, Nørre Alslev a Gedser.

## Města a vesnice

Poloha ostrova

V roce 2012 byly počty obyvatel následující:
| Nykøbing Falster | 16,394 |
| Nørre Alslev     | 2,384  |
| Stubbekøbing     | 2,304  |
| Nordbyen         | 1,693  |
| Væggerløse       | 1,347  |
| Idestrup         | 1,234  |
| Eskilstrup       | 1,091  |

| Gedser          | 793 |
| Marielyst       | 676 |
| Horbelev        | 595 |
| Orehoved        | 476 |
| Ønslev          | 404 |
| Systofte Skovby | 347 |

| Sønder Vedby Skovhuse | 317 |
| Horreby               | 306 |
| Nykøbing Strandhuse   | 277 |
| Øster Kippinge        | 261 |
| Hasselø Plantage      | 236 |
| Tingsted              | 228 |

## Turistika

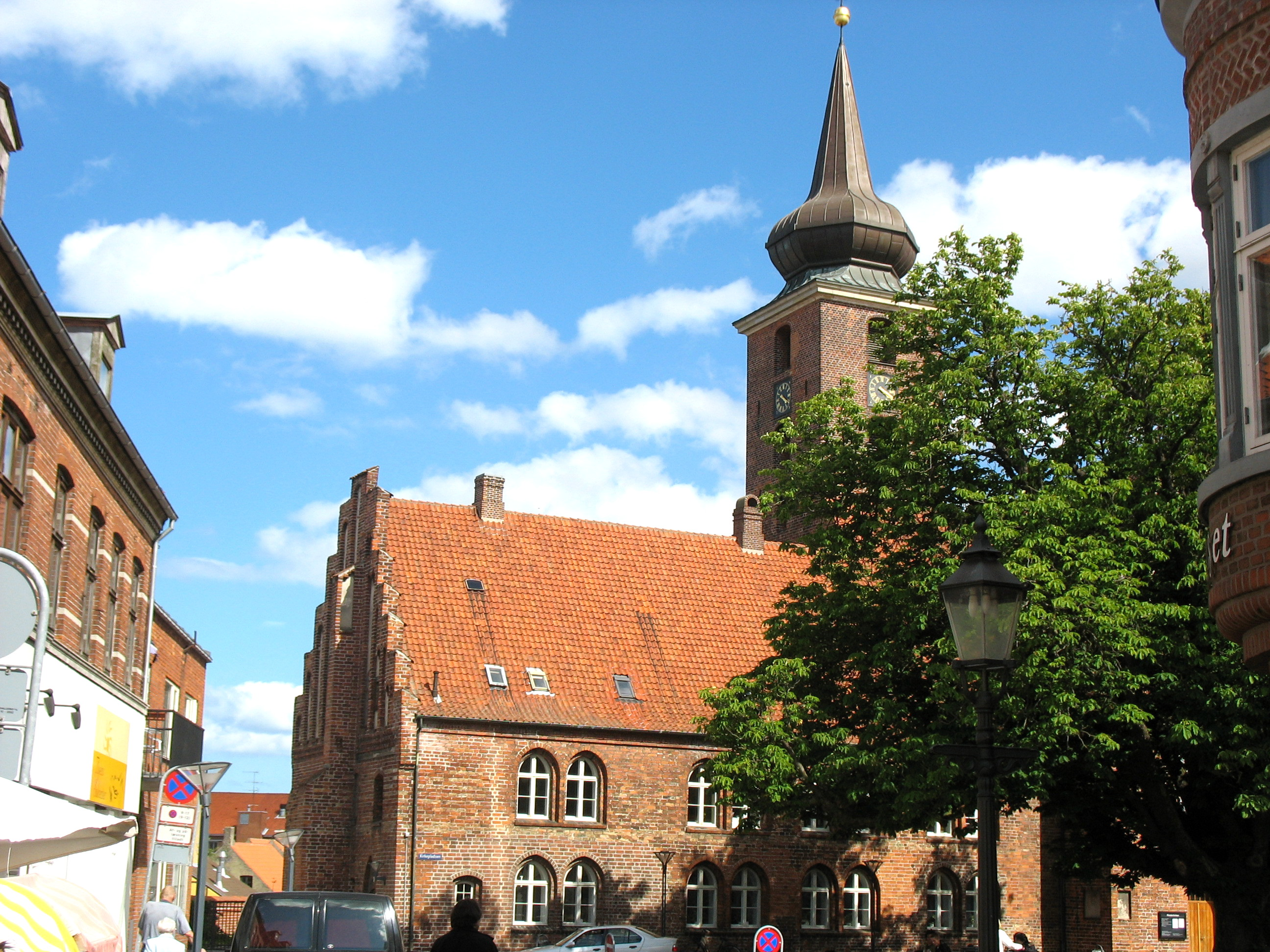
Opatský kostel

Na Falsteru se nacházejí četné přístavy, písečné pláže a cyklostezky. Jedním z nejoblíbenějších letovisek je město Marielyst na východním pobřeží ostrova.
Řadu turistických atrakcí nabízí město Nykøbing. Nachází se zde například středověký skanzen Middelaldercentret,opatský kostel (Klosterkirke) z 15. století, městské muzeum a zoo.
Na ostrově jsou i další zajímavosti: dánské muzeum traktorů a krokodýlí zoo v Eskilstrupu, muzeum motorek a rozhlasu v Stubbekøbingu a geologické muzeum v Gedseru, kde se nachází největší broušený granát na světě.

## Kulturní odkazy
- Marie Grubbe, jejíž tragický životní příběh se stal inspirací k vytvoření mnoha uměleckých děl, například románu Jense Petera Jacobsena Paní Marie Grubbová [9]

## Významní obyvatelé Falsteru
- Hans Egede (1686-1758), luteránský misionář
- Peter Freuchen (1886-1957), polárník, spisovatel a antropolog
- Marie Grubbe (1643–1718), šlechtična
- Bernhard Severin Ingemann (1789–1862), romanopisec a básník
- Peter Laurits Jensen (1886-1961) vynálezce reproduktoru
- Frederik Magle (*1977), hudební skladatel, varhaník a pianista
- Mads Rasmussen (*1981), veslař